# 商林乡
商林乡，是中华人民共和国河北省沧州市献县下辖的一个乡镇级行政单位。

## 行政区划
商林乡下辖以下地区：
商林一分村、商林二分村、商林三分村、商林四分村、祁家庄村、后瓦钟村、前瓦钟村、柳椽村、礼村、库家庄村、位家庄村、李家庄村、水牛店村、黄百户村、南漳河村、北漳河村、南宗村、北宗村、贫道村、垒头村、大南邵村和小南邵村。